# Якуб Сильвестр
Я́куб Си́львестр (словац. Jakub Sylvestr, 2 лютого 1989, Банська Бистриця) — словацький футболіст, нападник.

## Клубна кар'єра
Народився 2 лютого 1989 року в місті Банська Бистриця. Вихованець юнацьких команд футбольних клубів «Дукла» та «Слован».
У дорослому футболі дебютував 2007 року виступами за команду клубу «Слован», в якій провів два сезони, взявши участь у 50 матчах чемпіонату. Більшість часу, проведеного у складі братиславського «Слована», був основним гравцем атакувальної ланки команди.
Частину 2009 року провів в оренді в «Петржалці», після чого повернувся до «Слована».
Своєю грою за останню команду привернув увагу представників тренерського штабу клубу «Динамо» (Загреб), до складу якого приєднався 2010 року. Відіграв за «динамівців» наступні два сезони своєї ігрової кар'єри.
Протягом 2012—2014 років захищав кольори команди клубу «Ерцгебірге Ауе».
До складу клубу «Нюрнберг» приєднався влітку 2014 року.

## Виступи за збірні
2006 року дебютував у складі юнацької збірної Словаччини.
Протягом 2008—2011 років залучався до складу молодіжної збірної Словаччини. На молодіжному рівні зіграв у 14 офіційних матчах, забив 7 голів.
2010 року дебютував в офіційних матчах у складі національної збірної Словаччини. Наразі провів у формі головної команди країни 5 матчів.

## Досягнення
- Чемпіон Словаччини (1):

Слован: 2008/09
- Чемпіон Хорватії (2):

Динамо (Загреб): 2010/11, 2011/12
- Володар Кубка Словаччини (1):

Слован: 2009/10
- Володар Кубка Хорватії (2):

Динамо (Загреб): 2010/11, 2011/12
- Володар Суперкубка Словаччини (1):

Слован: 2009
- Володар Кубка Ізраїлю (1):

«Бней-Єгуда»: 2018-19
- Володар Кубка Литви (2):

«Жальгіріс»: 2021, 2022
- Чемпіон Литви (1):

«Жальгіріс»: 2021